# Scatella argentea
Scatella argentea är en tvåvingeart som beskrevs av Friedrich Georg Hendel 1930. Scatella argentea ingår i släktet Scatella och familjen vattenflugor. Inga underarter finns listade i Catalogue of Life.